# Potěmkin (1900)
Kňaz Potěmkin Tavričeskij (jinak též Potěmkin) byla bitevní loď (predreadnought) ruského carského námořnictva. Ve službě byl v letech 1905–1918. Proslavil se vzpourou své posádky za revoluce z roku 1905. Tato událost se stala předobrazem slavného filmu Sergeje Ejzenštejna Křižník Potěmkin. Rusko následně loď přejmenovalo na Pantělejmon (Пантелеймон) a nasadilo ji v řadách Černomořského loďstva v první světové válce. Za války byl ukořistěn německou armádou a následně za ruské občanské války britskými expedičními vojsky. Ta jej při svém ústupu poškodila. Nějaký čas jej kontrolovali bělogvardějci, až jej definitivně ovládli bolševici. Zastaralé plavidlo bylo místo opravy sešrotováno.

## Stavba

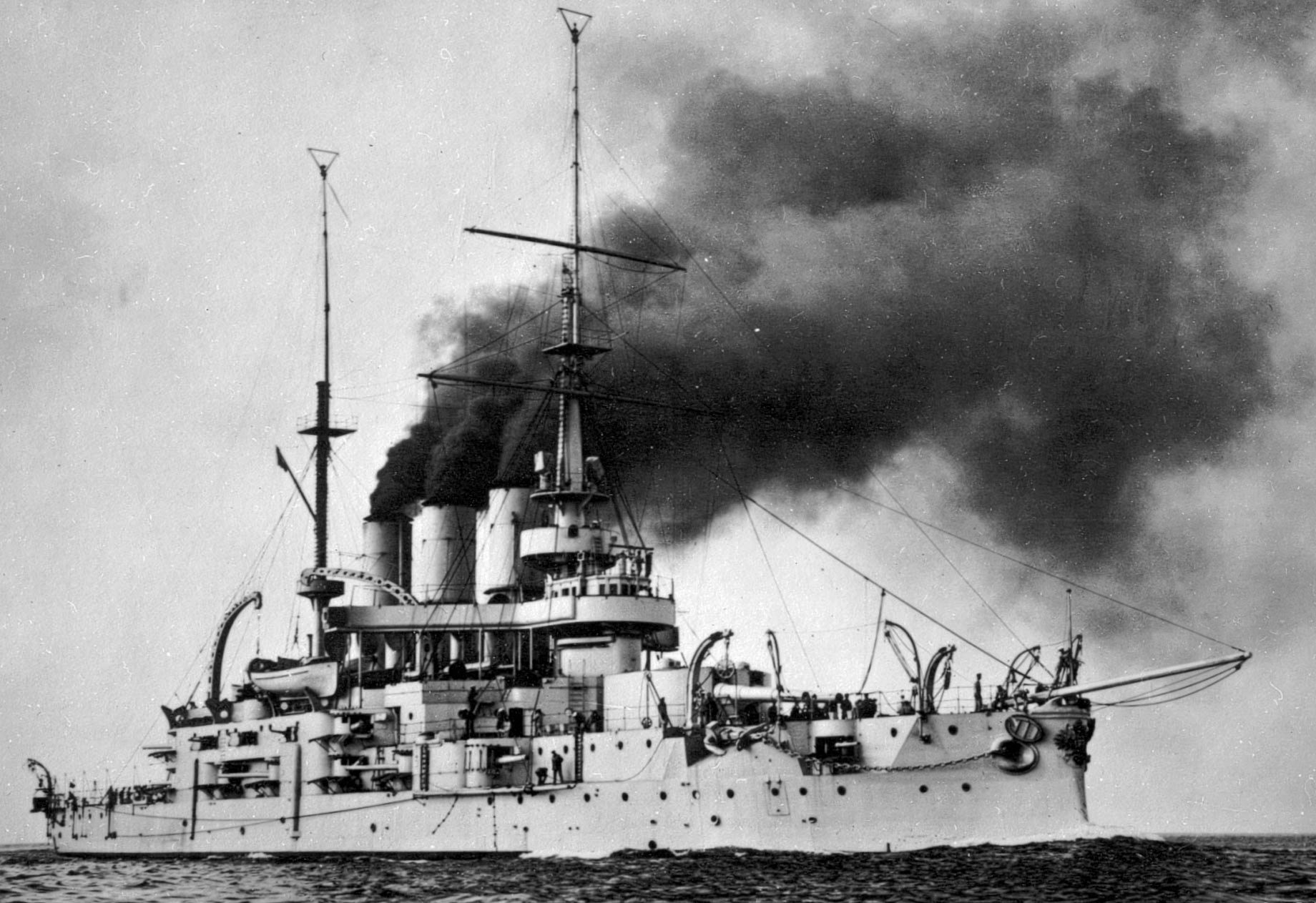
Pantělejmon (ex Potěmkin)

Plavidlo postavila ruská loděnice v Nikolajevu. Stavba byla zahájena roku 1897 (oficiálně 1898), na vodu byla spuštěna roku 1900 a do služby byla uvedena v 2. června 1905.

## Konstrukce
Výzbroj tvořily čtyři 305mm kanóny ve dvoudělových věžích, šestnáct 152mm kanónů v kasematách, šestnáct 75mm kanónů, dva 63mm kanóny Baranovski, šest 47mm kanónů, dva 37mm kanóny a pět 381mm torpédometů. Pohonný systém měl výkon 10 600 hp. Skládal se z 22 kotlů Belleville a parních strojů, pohánějících dva lodní šrouby. Nejvyšší rychlost dosahovala 16,6 uzlu. Dosah byl 3000 námořních mil při rychlosti 9 uzlů.

## Osudy

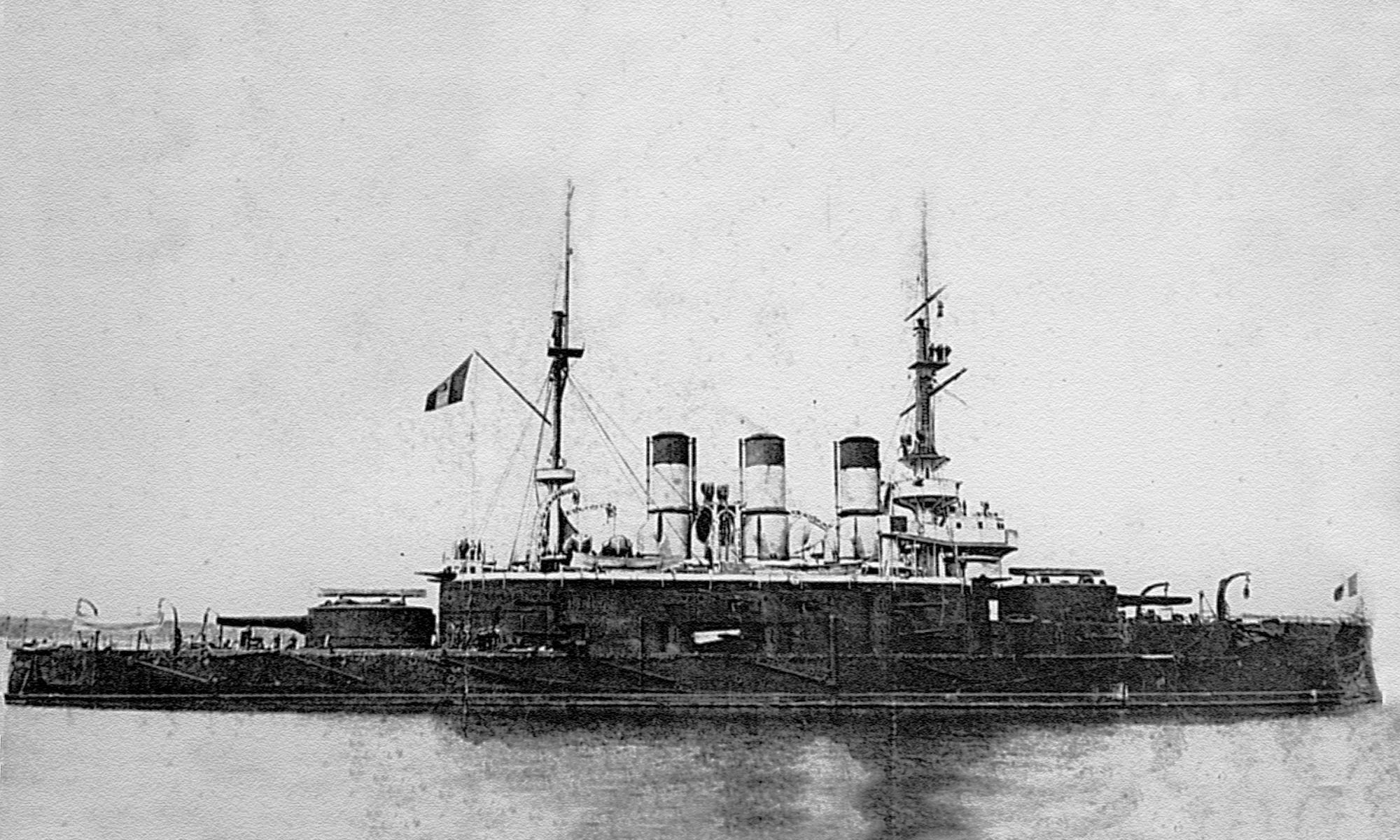
Potěmkin během vzpoury v roce 1905

Posádky bitevní lodě Potěmkin se připojila k ruské revoluci z roku 1905. Posádka s ní odplula do rumunského přístavu Constanța, kde získala azyl. Rusku vrácené plavidlo bylo přejmenováno na Pantělejmon. Bitevní loď se v řadách Černomořského loďstva účastnila první světové války.
Po únorové revoluci roku 1917 loď krátce nesla jméno Potěmkin a následně Borec za svobodu. V březnu 1918 byla v Sevastopolu převedena do rezervy. V květnu 1918 ji ukořistila německá armáda. V listopadu 1918 ji obsadila britská expedičními vojska intervenující do ruské občanské války. Ta jej při svém ústupu v dubnu 1919 poškodila. Sevastopol krátce ovládli bolševici, které v červnu 1919 vytlačili bělogvardějci. V listopadu 1920 město, stejně jako plavidlo, definitivně ovládli bolševici. Poškozená bitevní loď však nebyla nikdy opravena a v roce 1923 byla sešrotována.